# George Johansson

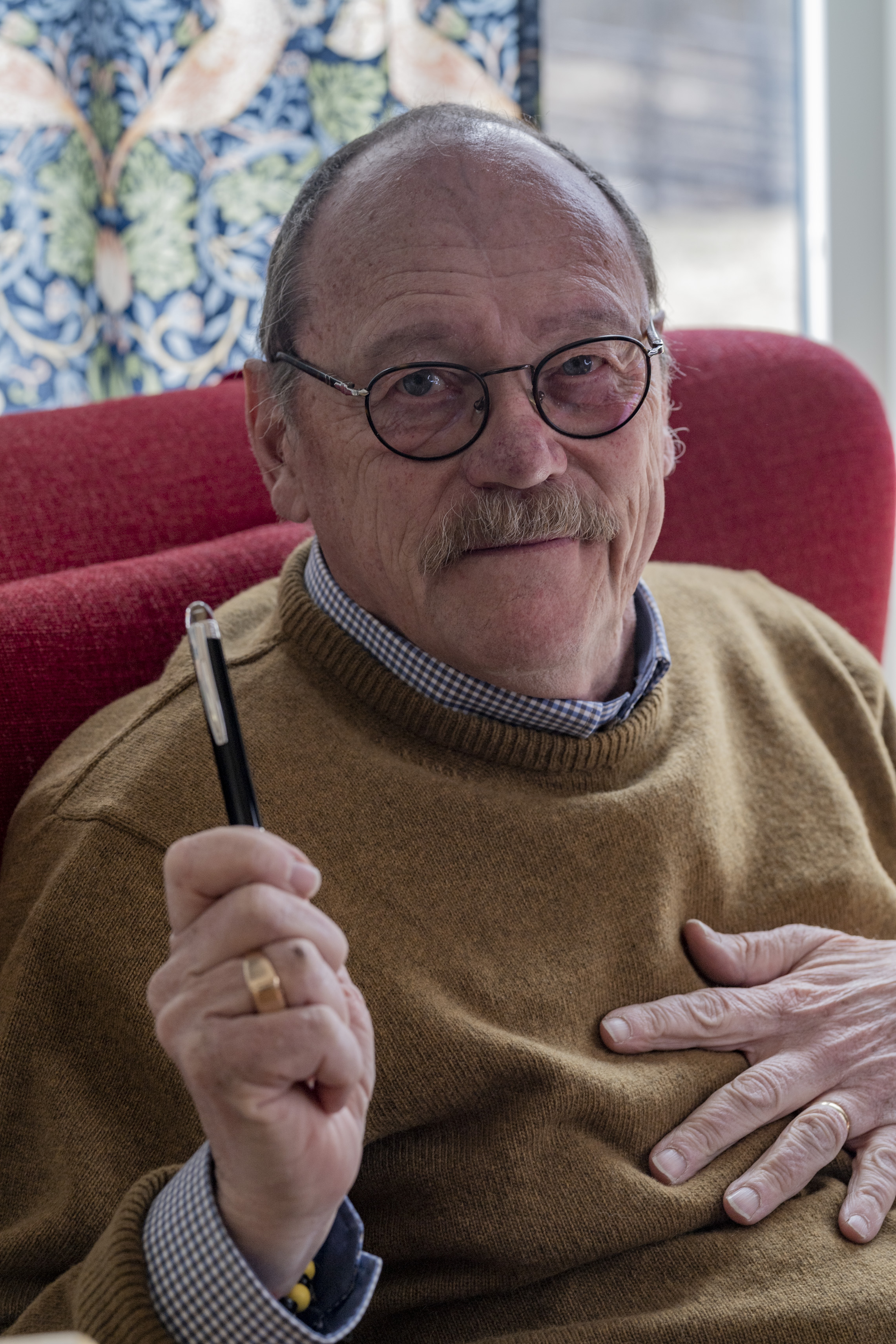
George Johansson

George Johansson (* 1946 in Stockholm) ist ein schwedischer Schriftsteller und Journalist. Bekannt wurde er vor allem durch seine Kinder- und Jugendbücher.

## Leben
Johansson fing bereits als 16-Jähriger an, als Journalist zu arbeiten. Er war von 1979 bis 1982 Chefredakteur der Zeitschrift Teknikens Värld und von 1983 bis 1987 Redaktionssekretär der Wirtschaftszeitung Dagens Industri. Außerdem schrieb er unter anderem für Aftonbladet, Månadsjournalen und Vi.
Parallel war Johansson als Schriftsteller tätig. Sein erstes Kinderbuch, När ljuset försvann från Elins hus, erschien 1978. Er verfasste aber auch Technikbücher für Erwachsene sowie Science-Fiction-Romane. Viele seiner Bücher wurden in andere Sprachen übersetzt und waren auch in Finnland, Dänemark und Norwegen erfolgreich. Außerhalb Skandinaviens wurde Johansson durch das 1986 erschienene Kinderbuch Eriks Hase (original: Eriks kanin) bekannt. Dieses wurde 1989 vom Verlag Ars Edition auch in deutscher Sprache veröffentlicht. Es handelt von einem fünfjährigen Jungen, der seine Einschlafängste überwindet.
In den 1990er-Jahren veröffentlichte Johansson eine Kinderbuchreihe um die Figur Willy Werkel (im Original: Mulle Meck). Diese Bücher wurden ebenfalls ins Deutsche übersetzt. Außerdem erschienen Computerspiele, Hörbücher und kurze Zeichentrickfilme mit Willy Werkel.

## Würdigung
Willy Werkels Fahrzeug, das Auto, wurde auch  vom Museum Junibacken von 2002 bis 2003 ausgestellt. Die Ausstellungen wurden vom  Hälsinglands-Museum in Hudiksvall fortgesetzt. Willy Werkel hat auch eine Zimmermannswerkstatt für Kinder in Nääs altem Werkunterrichtseminar in Lerum.
Uppbrott från Jorden und Datorernas död wurden auch als Hörspiele für das Radio bearbeitet.

## Bibliografie (Auswahl)
- Buchreihe Universums öde
  - 1979: Uppbrott från jorden
  - 1980: Planetjakten
  - 1982: På okänd planet
  - 1983: Datorernas död
  - 1986: Barn av Andromeda

- 1986: Eriks kanin (dt. Eriks Hase, 1990)
- 1988: Nödsignal från rymden och andra berättelser från kosmos
- 1989: Polstjärnan tur och retur
- 1990: Isplaneten: En berättelse från Yttre Rymden

- Buchreihe Fredrik Matsson
  - 1992: Fredrik Matsson flyttar
  - 1993: Fredrik Matsson blir kär
  - 1995: Fredrik Matsson vinner en vän

- Buchreihe Willy Werkel (Mulle Meck)
  - 1993: Mulle Meck bygger en bil (dt. Willy Werkel baut ein Auto)
  - 1994: Mulle Meck bygger en båt (dt. Willy Werkel baut ein Schiff)
  - 1995: Mulle Meck bygger ett flygplan (dt. Willy Werkel baut ein Flugzeug)
  - 1997: Mulle Meck bygger ett hus (dt. Willy Werkel baut ein Haus)